# Scott Horowitz
Scott Horowitz (ur. 24 marca 1957 w Filadelfii) – amerykański astronauta i pilot.

## Życiorys
W 1974 skończył szkołę w Newbury Park w Kalifornii, w 1978 uzyskał dyplom inżyniera na California State University w Northridge, a w 1982 doktorat z inżynierii przemysłu lotniczego i kosmicznego w Georgia Institute of Technology. W 1983 skończył kurs pilotażu w Williams Air Force Base w Arizonie, 1984-1987 był instruktorem pilotażu i jednocześnie 1985-1989 adiunktem w Embry–Riddle Aeronautical University, w 1990 uczył się w szkole pilotów doświadczalnych w Edwards Air Force Base. Później został profesorem California State University we Fresno. Ma wylatane ponad 5000 godzin. 31 marca 1992 został kandydatem NASA na astronautę, później przechodził szkolenie na pilota statku kosmicznego. Od 22 lutego do 9 marca 1996 jako pilot uczestniczył w misji STS-75 trwającej 15 dni, 17 godzin i 40 minut. Drugą jego misją była STS-82 od 11 do 21 lutego 1997 trwająca 9 dni, 23 godziny i 37 minut. Od 19 do 29 maja 2000 brał udział w misji STS-101 trwającej 9 dni, 20 godzin i 9 minut. Podczas swojej ostatniej misji, STS-105, od 10 do 22 sierpnia 2001, trwającej 11 dni, 21 godzin i 12 minut, był dowódcą.
Łącznie spędził w kosmosie 47 dni, 10 godzin i 38 minut. W październiku 2004 opuścił NASA.